# Pianoconcert (Furrer)
Beat Furrer componeerde zijn enige Pianoconcert in 2007. Er bestaan van het werk twee versies. De eerste versie is geschreven voor piano en symfonieorkest; later schreef Furrer een versie voor piano en ensemble, toch nog bestaand uit meer dan 25 musici.
Furrer componeert in de stijl van de klassieke muziek van de 20e eeuw; er kan derhalve niet zonder meer van uitgegaan worden dat er sprake is van melodielijnen, zoals in een romantisch pianoconcert. Het contrast en samenspel zoals bedoeld in concerto is wel overeind gebleven. Solist en orkest reageren op elkaar, ook al is dat anders dan tijdens pianoconcerten door de eeuwen heen. Furrer is met name geïnteresseerd in tegenstellingen of samensmeltingen van klankbeelden. Furrer gebruikte daarbij veel sextolen, die niet normaal aangeslagen moeten worden, maar in martellatostijl (gehamerd). Het orkest dat meespeelt heeft daarbij dan weer een glasachtige en dan weer een metaalachtige klank. Door het gebruik van de tegen over elkaar staande ritmes lijkt het concert steeds afgeremd te worden, terwijl het nerveus en energiek klinkt.
Voor wat betreft tempo-indeling greep Furrer terug naar de oude concertovorm, snel – langzaam – snel. De pianist gebruikt tijdens het concert alle registers van de piano, van laag naar hoog. Ook de stiltebeelden tegenover virtuositeit haalde Furrer uit de oude concertvorm.
De eerste uitvoering vond plaats op 1 november 2007 door Nicolas Hodges en de WDR Sinfonieorchester Köln in de Kölner Philharmonie op 1 november 2007, de opnamen vermeld onder referenties kwam op 3 november van kracht. De dirigent was Peter Rundel. Voor de versie met groot ensemble moest men wachten tot 12 januari 2008 voor een uitvoering van Dimitri Vassilakis met het Ensemble InterContemporain onder leiding van de componist in het Centre Pompidou.
De orkestratie voor de versie met ensemble is als volgt:
- 2 dwarsfluiten (tevens piccolo), 1 hobo’s,  3 klarinetten (waaronder ook 2 basklarinetten), 2 fagotten (waaronder 1 contrafagot)
- 2 hoorns, 2 trompetten, 2 trombones
- 3 man/vrouw percussie, 1 accordeon,  harpen, piano, celesta
- 1 viool I, 1 viool 2, 2 altviolen,  2 celli, 1 contrabassen